# Ваас Монтенегро
Ваас Монтенегро (англ. Vaas Montenegro) — вымышленный персонаж из серии игр Far Cry от Ubisoft. Он появляется как второстепенный антагонист компьютерной игры Far Cry 3 и широко фигурировал в рекламных материалах игры. Ваас изображен как капризный и психически неуравновешенный персонаж, который противостоит главному герою Джейсону Броуди, а также служит его темным психологическим зеркалом. Позже выясняется, что Ваас является наркозависимым жителем островов Рук, который предал свой народ и присоединился к криминальному авторитету Хойту Волкеру. Помимо Far Cry 3, Ваас появлялся в приквельном интернет-сериале с живыми актёрами The Far Cry Experience, в названии виртуальной реальности Far Cry VR и в качестве играбельного персонажа в дополнении Vaas: Insanity к Far Cry 6.
Задуманный и спроектированный командой разработчиков Ubisoft как сопоставимый с Дартом Вейдером из «Звездных войн» злодей, Ваас был изображён канадским актёром Майклом Мэндо. Мэндо решил импровизировать для своего прослушивания и не следовал сценарию, но они были настолько впечатлены его выступлением, что задуманный ими персонаж был переработан для соответствия физическим данным Мэндо. Сюжет игры в конечном итоге был изменён по сравнению с первоначальными намерениями разработчиков приспособить более неистового злодея-социопата в ответ на работу Мэндо. Творческая группа работала в тандеме с Мэндо, чтобы конкретизировать характер Вааса.
Ваас был хорошо принят сообществом видеоигр и часто входит во многие списки лучших злодеев видеоигр из-за образа сумасшедшего преступника. Многие критики сочли, что актёрская игра Мэндо, получившая признание критиков, сыграла важную роль в преимущественно положительном восприятии персонажа и повлияла на будущих злодеев этой игровой серии.

## Концепт и дизайн
"Почему ты делаешь одно и то же снова и снова? Почему ты снова и снова делаешь бессмысленную вещь, чтобы получить бессмысленную награду, и ожидаешь, что из этого что-то выйдет? Я чувствую, что этот монолог лежит в основе игры."
Ведущий сценарист Far Cry 3 Джеффри Йохалем считается создателем Вааса Монтенегро. Йохалем черпал вдохновение в публичных дискуссиях о том, полезны ли видеоигры для психического здоровья игрока, а также о концепции «геймификации» в обществе в целом. Йохалем хотел, чтобы Ваас представлял собой поучительную историю о том, что потенциально может случиться с персонажами игроков, которые оказались захваченными своими самыми снисходительными и жестокими импульсами; В интервью IGN о своем мыслительном процессе, стоящем за Ваасом, Йохалем объяснил, что разработчики видеоигр всегда говорят о направлении в индустрии видеоигр про 30-секундные петли, по которому игроки должны быть поставлены в ситуацию, когда делаемое ими каждые 30 секунд настолько приятно, что они никогда не захотят останавливаться. Йохалем хотел изучить, «что заставляет игры идти своим чередом», а затем исследовал участие игрока в них и то, доставляет ли этот опыт удовольствие игроку, или же он сталкивается с «неудобным развитием» с этим архетипом, представленным Ваасом, пират, который, кажется, находится «на острие ножа между здравомыслием и психическим расстройством». Йохалем считает, что монолог Вааса об определении безумия согласуется с философией, лежащей в основе дизайна Far Cry 3, поскольку «идеально воплощает» темную сторону концепции игрового цикла, которую команда сценаристов пыталась деконструировать.
Разработчики первоначально задумывали совсем другого главного злодея. Он должен был быть лысым и мускулистым мужчиной по имени Бык, который был похож на «собаку-бульмастифа весом 300 фунтов и ростом шесть футов». Вторым вариантом персонажа был Пиро, имевший сильно изуродованное тело. Прослушивание Майкла Мэндо и последующий его прием на работу побудили сотрудников Ubisoft изменить свои первоначальные планы относительно персонажа, чтобы учесть сходство и манеры Мэндо. Физическая свирепость Быка превратилась в эмоциональную и изменчивую личность Вааса, хотя эти черты позже были преуменьшены, поскольку изображение Вааса Мэндо позволило выразить его личность с помощью тонких манер, чтобы добиться эффекта очаровательного, но угрожающего злодея. Первоначально персонажа звали Лупо, но имя Ваас было выбрано после изменения графического образа персонажа, чтобы отразить внешний вид Мэндо. Это было сделано в первую очередь потому, что разработчики столкнулись с трудностями при сопоставлении лицевой мускулатуры Мэндо с моделью.
Продюсер Дэн Хэй сравнил Вааса с Дартом Вейдером в том смысле, что его присутствие часто кратковременно, но когда он появляется, то привлекает внимание и пробуждает воспоминания игроков. Хэй описал Вааса как персонажа, который «очень бросался в глаза», что помогло закрепить ранний статус Джейсона как «жертвы». Йохалем добавил, что подразумеваемая смерть Вааса в середине игры была вдохновлена новеллой «На маяк», в которой главный герой умирает в середине истории, а остальная часть сюжета исследует его отсутствие.
Йохалем вспоминал, что Ваас был «громоотводом» с «невероятной гравитацией», и что этот персонаж стал предметом одержимости фанатов видеоигр ещё до выхода Far Cry 3. Признание критиков и игроков работы Мэндо, по словам Йохаля, стали первым испытанным Ubisoft моментом «молнии в бутылке» за игрового персонажа, по его словам серия продолжит исследовать различные возможности использования злого персонажа в качестве центрального героя. Первоначально сотрудники Ubisoft рассматривали возможность создания прямого продолжения Far Cry 3 и рассматривали идею воскрешения Вааса, но отказались от неё, чтобы посвятить себя созданию Far Cry 4.

### Создание персонажа
Чтобы достичь своей цели по созданию персонажей с нюансами, команда разработчиков Ubisoft широко использовала перформанс и захват движения, чтобы актёры могли передавать более сложные эмоции на экране. По словам, ассоциированного продюсера кинематографии в студии Ubisoft Монреаль Анны Жибо, лицо и руки персонажа передают самую важную часть процесса анимации. Йохалем подчеркнул, что глаза являются наиболее важной чертой лица, поскольку их замечают в первую очередь, и что они делают персонажа более эмоционально резонансным, и поэтому игроки связываются с персонажами через зрительный контакт. Чтобы исполнить свою роль Вааса, жесты и выражения лица Мэндо были преобразованы в анимацию с помощью шлемов из углеродного волокна, а камеры были установлены примерно в двух футах от его лица, чтобы записывать каждый прищур, хмурый взгляд или улыбку. Йохалем отметил, что актёры должны «создать стиль между преувеличенными театральными движениями и минимализмом фильма» для представления с захватом движения.
Мэндо стал участвовать в сериале Far Cry в июле 2010 года, когда он пробовался на роль, известную тогда как «Мистер Икс». Хотя ему предоставили сценарий, он решил импровизировать в погоне за творческой свободой. Во время прослушивания Мэндо подумал, что было бы интересно, если бы он повернулся спиной к камере, и притворился, что ест. Когда Мэндо начал поворачиваться лицом к камере, он начал облизывать пальцы, пока не достиг среднего пальца, после чего сделал грубый жест и продолжил облизывать средний палец. Мэндо знал, что идет на творческий риск и что его импровизация может не получить одобрения со стороны сотрудников Ubisoft, которые отвечали за оценку его работы; вместо этого директор анимации Far Cry 3 был заинтригован творческим решением Мэндо и попросил директора по кастингу поручить Мэндо сделать это снова и пойти ещё дальше.
Хотя Мэндо был нанят после прослушивания, творческая группа настояла на том, чтобы злодей из Far Cry 3 был представлен как физически внушительная фигура. Концепция не соответствовала более стройной фигуре Мэндо. Мэндо уже прошел репетиции, и некоторые кадры его выступлений были сняты к тому времени, когда Ubisoft приняла решение отказаться от придуманного им персонажа, поскольку он несовместим с визуальным дизайном, который имела в виду творческая команда. Мэндо вспоминал, что Ubisoft позже отказалась от своего решения в основном из-за того впечатления, которое он произвел во время прослушивания, и вернула его в проект в последнюю минуту. Ubisoft решила приспособиться к актёру, изменив запланированного персонажа, чтобы вместо этого он соответствовал его реальной внешности..
“Это персонаж, которого я очень люблю. И я нахожу его очень милым в забавном смысле, но только потому, что он существует в мире символизма, а не в реальной жизни. В реальной жизни ему нужна помощь.”
Размышляя о роли Вааса, которого Мэндо называет своим «духовным животным», он описал его как «освобождающего» с «невинным сердцем», который, так случилось, «зашел так далеко от глубины». Мэндо принимал активное участие в развитии личности, манер и мотивации персонажа вместе с творческой командой. Мэндо вспомнил, что он исполнил монолог Вааса теннисному мячу, заменяя точку зрения игрока во время съемок. Хотя Мэндо не понимал, почему для многих это стало захватывающей сценой, он предположил, что за простотой реальной сцены может скрываться «поистине глубокий экзистенциализм». По словам Мэндо, их цель состояла не в том, чтобы преднамеренно создать персонажа, который нравится публике и безумен ради этого, а скорее в личности, которая ищет правду в данный момент и которая оказывается сумасшедшей.

### Приём

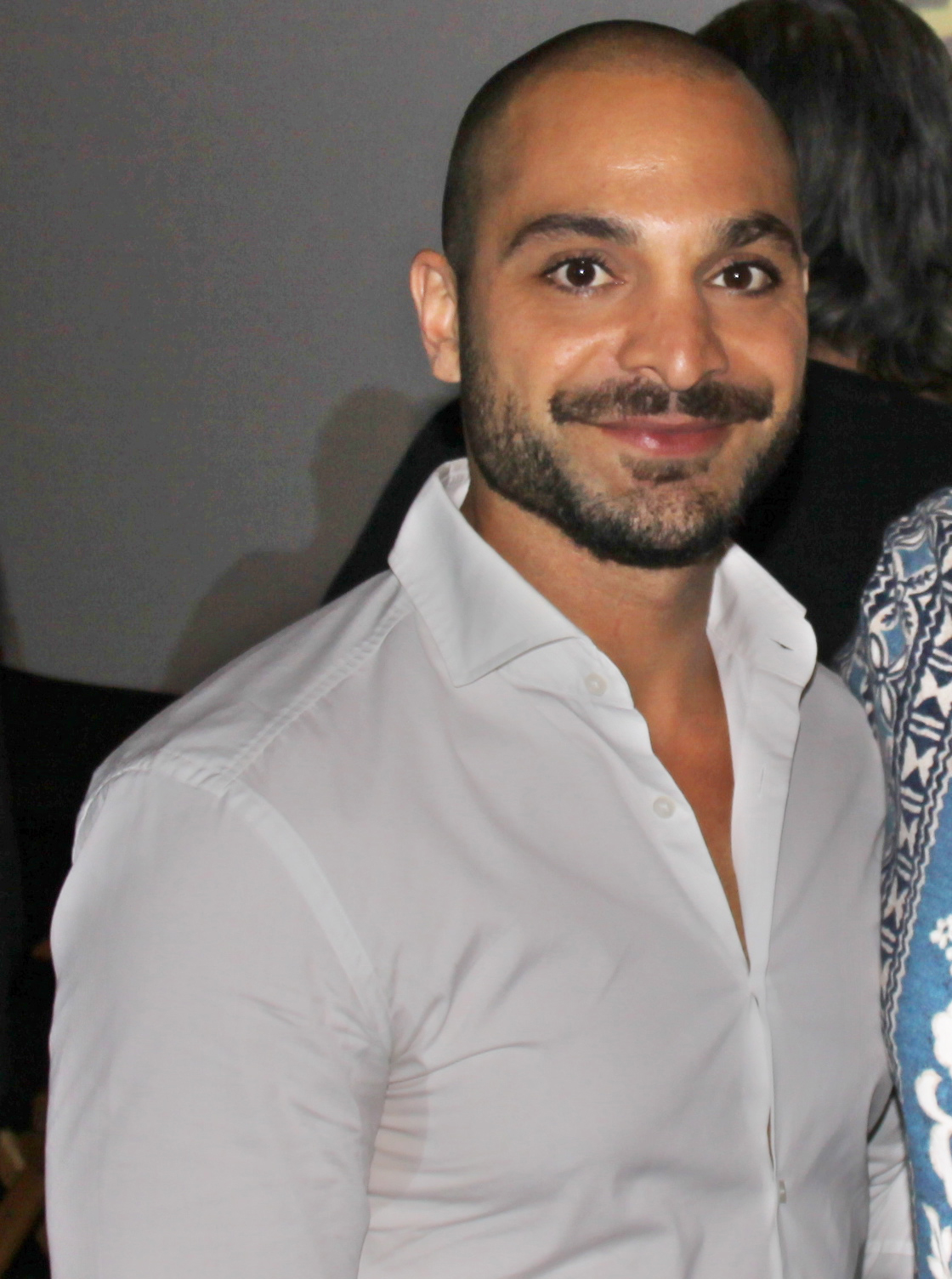
Майкл Мэндо (фотография 2015 г.).

Персонаж Ваас Монтенегро был положительно встречен критиками после выхода игры. Ваас был удостоен награды «Лучший новый персонаж» от Giant Bomb на их премии «Игра года» в 2012 г, и на состоявшейся в апреле 2013 г. церемонии вручения наград Canadian Videogame Awards,. Его монолог об «определении безумия» был назван лучшим игровым моментом на церемонии вручения наград Golden Joystick Awards в 2013 г. Ваас был номинирован на лучший дизайн персонажей на церемонии Inside Gaming Awards 2012 г.. За роль Вааса Майкл Мэндо был номинирован в категории «Best Overall Acting» на New York Videogame Critics Circle Awards 2013 г.; «Лучшее выступление в драме» от National Academy of Video Game Trade Reviewers Awards; и "«Outstanding Character Performance» на 16-й церемонии D.I.C.E. Awards. Возвращение к роли Вааса в Far Cry 6: Vaas: Insanity дало актёру номинацию на Great White Way Award в категории «Лучшая актёрская игра в видеоигре» New York Game Awards 2022.
Ваас стал вирусной сенсацией, когда впервые появился в трейлере Far Cry 3 на E3 2011. Популярность Вааса привела к тому, что персонаж стал предметом множества фанатских работ. Примечательный фан-мод Grand Theft Auto IV изменяет образ Нико Беллика с помощью высококачественной рельефной текстуры, воссоздающей модель персонажа Вааса из Far Cry 3. Рон Уитакер из The Escapist заметил, что Ваас, «громкий, яркий персонаж, который нравился людям», к середине 2010 года завоевал популярность среди фанатов видеоигр как популярный выбор для косплея. В 2020 г. Мандо написал в сообщении Reddit, что до сих пор в ходе публичных мероприятий получает признание благодарных фанатов.
Оглядываясь назад, Дейл Драйвер из IGN отметил, что его «сложный, жестокий монолог об определении безумия» был незабываемым дебютом и мгновенно стал фаворитом фанатов. Очарованный тем фактом, что Ваас был почти полностью вырезан из Far Cry 3, Драйвер утверждал, что случайное творение Вааса изменило ход серии Far Cry, поскольку оно придало серии «кованую железом идентичность, которая влияет на все, от дизайна до маркетинга».. Тим Эдвардс из PCGamesN назвал Вааса одним из «самых интересных совместных проектов» в индустрии видеоигр и похвалил изображение персонажа Мэндо как наиболее правдоподобное виртуальное выступление со времен дебюта Аликс Вэнс в Half-Life 2. Шон Прескотт из PC Gamer считал Вааса лучшим злодеем в серии Far Cry и запомнился ему больше всего, несмотря на его страшный характер.. Имоджен Донован из Videogamer.com назвала Вааса культовым злодеем видеоигр, а его «яркое, умное и совершенно безумное» наследие преследует серию видеоигр Far Cry «как недружелюбный призрак».
Много раз многочисленные игровые СМИ выбирали Вааса как одного из лучших персонажей видеоигр, особенно в качестве злодея. В 2016 году сотрудники Glixel назвали Вааса 49-м самым культовым персонажем видеоигр 21 века, а монолог персонажа об определении безумия — его самым символичным моментом. Редакция GamesRadar описала Вааса как самого удивительно ненормального персонажа седьмого поколения игровых консолей. Ваас занимает 45-е место в списке IGŃ «100 лучших злодеев из фильмов, телевидения, видеоигр и комиксов». Ваас занял 7-е место в списке лучших злодеев в видеоиграх 2018 года, опубликованном GamesRadar, при этом сотрудники отметили, что он стал «мальчиком с плаката» для франшизы Far Cry, несмотря на то, что на момент публикации появился только в одной части. Брендан Лоури из Windows Central назвал наследие Вааса одним из лучших игровых злодеев в истории Xbox благодаря его «беспрецедентной непредсказуемости». Red Bull назвал Вааса одним из самых страшных злодеев видеоигр всех времен из-за его ощутимого присутствия и непредсказуемости, и отметил, что он несет ответственность за то, чтобы сделать злодеев главным преимуществом франшизы Far Cry в будущем. К включившим персонажа в свои списки главных злодеев видеоигр относятся Game Informer, TechRadar, и официальный блог Middle East Games Con.
Не все отзывы о персонаже были положительными. В публикации 2017 года «100 величайших персонажей видеоигр» было отмечено, что изображение психического заболевания Вааса является просто «удобным ярлыком» для злонамеренного поведения. Доктор Келли Данлэп из Фонда Игр согласилась с тем, что характеристика Вааса вызывает проблемный стереотип, и сравнила его с версией Джокера Хита Леджера, а также с Кефкой из Final Fantasy VI. Шаблон: всем, кому, по её мнению, не хватало глубины в условия развития характера, потому что их мотивы полностью определяются их психотическими наклонностями.. Сотрудники WePlay сочли Вааса «избитым» персонажем и исключили его из своего списка лучших антагонистов в истории видеоигр за 2019 г.

## Появление

### Far Cry 3
Far Cry 3 открывается видеонарезкой отдыхающего в районе островов Рук со своими братьями и спутниками главного героя Джейсона Броди. Кадры сняты на видеокамеру, захваченную Ваасом, который похитил группу и намеревается продать их в рабство. Перехватив попытку побега Джейсона и убив его брата Гранта, он дает Джейсону возможность сбежать с базы, организовав импровизированную охоту. Джейсон присоединяется к местным силам сопротивления, известным как Ракьят, которые противостоят пиратской группе Вааса. Предыстория Вааса постепенно раскрывается по мере развития сюжета: до событий игры он пристрастился к завезенным на остров Рук южноафриканским криминальным авторитетом Хойтом Волкером наркотикам, который сделал Вааса своей правой рукой, и также является лидером пиратской группировки, терроризирующей острова Рук. Ваас и его люди помогают Волкеру в его преступной деятельности, такой как выращивание каннабиса и торговля людьми, принося смерть и разрушения бывшим соотечественникам Вааса, которых возглавляет его сестра Цитра Талугмай.
Во время одного инцидента Джейсон пытается спасти свою девушку Лизу Сноу из пиратской базы и попадает в ловушку, расставленную Ваасом, но ему удается сбежать вместе с ней благодаря сочетанию удачи и выдержке. В более поздней стычке Джейсон попадает в другую ловушку, расставленную Ваасом, который привязывает его к скале и произносит монолог об определении безумия, прежде чем отправить его в воду. Джейсон выживает и позже приходит на островную базу Вааса, чтобы отомстить. Ваас встречает очевидную смерть от руки Джейсона, в то время как последний испытывает галлюцинацию после их противостояния.

### Far Cry 6
Популярная фанатская теория о Far Cry 6 заключалась в том, что Диего Кастильо, сын Антона Кастильо, на самом деле молодой Ваас. Предположение было вызвано тем, что Мэндо дразнил возвращением во франшизу через сообщение в Reddit, наличием у Диего аналогичного шрама и ношением обоими персонажами красной верхней одежды. Фанатская теория была развенчана в 2021 году с анонсом Rite of Passage, который недвусмысленно отличает Диего от Вааса как двух разных персонажей, а также опубликованном TheGamer в мае 2021 г. заявлением сюжетного директора Far Cry 6 Навида Хавари.
В сцене после титров Far Cry 6 один из главных героев, Хуан, разговаривает с неназванным контрабандистом, которого озвучил Майкл Мэндо. Подразумевается, что этим персонажем является Ваас, который каким-то образом пережил события Far Cry 3.
Ваас впервые появляется в качестве игрового персонажа в дополнении Vaas: Insanity, выпущенном 16 ноября 2021 г.. Игра начинается в кульминационной сцене финальной биты Джейсона Броуди с Ваасом, в которой последний, по-видимому, зарезан. Ваас просыпается в галлюцинации, и голос его сестры Цитры помогает ему восстановить свой Серебряный Клинок Дракона, чтобы завоевать её одобрение, что поможет ему выбраться из своего разума. Ваас путешествует по своему разуму, возвращаясь к прошлым воспоминаниям о своей жизни, собирая осколки клинка, а также сражаясь с призраками Цитры, Джейсона и воинов Ракьят. Когда Ваасу удается восстановить клинок и передать его Цитре, она снова ломает его и требует, чтобы он продолжал сражаться за неё, поскольку она посылает за ним волны врагов. После непродолжительной борьбы и осознания негативного влияния Цитры на всю его жизнь Ваас наконец отвергает её просьбы остаться с ней и избегает галлюцинаций. Затем показано, как пожилой Ваас сидит на пляже на необитаемом острове и разговаривает сам с собой, используя теннисный мяч, который напоминает Джейсона.

### Вне игр
Для продвижения игры был выпущен четырёх серийный интернет-сериал The Far Cry Experience. Действие происходит за несколько дней до событий Far Cry 3. Ваас захватывает и истязает до смерти вымышленные версии Кристофера Минц-Плассе и его оператора, которые были наняты Ubisoft в рамках испытания на выживание на «настоящих» островах Рук, которые вдохновили Far Cry 3. Осознав, что Минц-Плассе умер от пыток, Ваас узнает о прибытии Джейсона и его друзей в регион от одного из своих людей и уходит, чтобы «поприветствовать» их.
Ваас появляется в Far Cry VR 2020 г., в которой до восьми игроков могут играть совместно. Предпосылка игры заключается в том, что герои были брошены Ваасом и вынуждены бороться друг с другом для побега с островов Рук.
В 2021 г. вышел комикс Far Cry: Rite of Passage от издательства Dark Horse Comics, в котором главный злодей Far Cry 6 Антон Кастильо рассказывает своему сыну Диего поучительные истории, одна из которых включает рассказ о детских годах Вааса и пересказ его возможного падения. В 2021 г. была выпущенная манга Happy Vaas Day от издательства Jump, посвящённая детству Вааса.

## Анализ

### Культурная идентичность
Хотя Ваас и Цитра представлены как члены племени ракьят (слово, которое означает «люди» на индонезийском и малайском языках) племени на вымышленных островах Рук, возникла некоторая путаница в отношении изображения его предполагаемой культурной идентичности. Кристофер Б. Паттерсон, профессор Университета Британской Колумбии, заметил необъяснимое несоответствие в изображении Мэндо Вааса. Паттерсон заметил, что, хотя Ваас, по-видимому, родом из Азиатско-Тихоокеанского региона, скорее всего, с его точки зрения, малайский по его мнению, акцент, который использует Мэндо, является латиноамериканским. Использование сленговых терминов, таких как «белый мальчик» и «эрмано» — это то, в чём персонаж является единственным среди населения Ракьят. Чарли Стюарт из Game Rant также отметил акцент персонажа и отметил, что, хотя острова Рук в основном основаны на Индонезии, манера речи Вааса подразумевает, что он вырос, говоря на латиноамериканском испанском языке, в отличие от его сестры, которая звучит так же, как остальные. коренного населения. Он утверждает, что среди игроков это считалось чем-то вроде загадки, и что это является причиной многих фанатских теорий, предполагающих, что Ваас, должно быть, проводил время за пределами островов в юности, включая теории, предполагающие, что Ваас на самом деле был Диего из Far Cry 6, поскольку эти теории являются попытками примирить его неправильную манеру речи с его прошлым. Карина Тапиа из Digital Trends назвала Вааса примером латиноамериканского персонажа в видеоиграх с преувеличенным акцентом и говорящим на испанском языке.
Джонни Гальватрон интерпретировал персонажа как иностранного захватчика, а не как члена племени ракьят, в то время как Эдвард Росс в своей книге Gamish: A Graphic History of Gaming принял его за индонезийца. Ангга Правадика Аджи, преподаватель Университета Эйрлангга в Индонезии, считает, что цвет кожи пиратской группы во главе с Ваасом указывает на то, что они являются коренными жителями островов Рук.Лео Стивенсон из Power Up! описал Вааса как «явно не белого» и привел Far Cry 3 в качестве примера средства массовой информации, где герой белый, а цветным людям отводится второстепенные роли или злодеи.
Защищая игру от обвинений в продвижении нарратива о белом спасителе, Йохалем заявил, что персонаж-иностранец Джейсон Броуди изначально не задумывался Цитрой как часть ритуала племени. Вместо него был Ваас, но он просто отказался участвовать. Кевин Фокс-младший из Paste охарактеризовал Far Cry 3 как игру с ищущим острых ощущений белым спасителем и «смутно этническим» злодеем-социопатом. Фокс отмечает, что Ваас стал «иконой злодея», которая, по его мнению, «странно любима» игровым сообществом, несмотря на то, насколько проблематичным является изображение его и других туземцев. Кирк Гамильтон из Kotaku утверждал, что если-бы Ваас подвёргся-бы ритуалау, игра была бы лучше, а её повествование о белом спасителе из первой половины стала бы ироничным. Райан Паррено из Gameranx сказал, что ему было «неудобно», когда Ubisoft захотела частично воссоздать «непреднамеренно соблазнительные качества» Вааса для злодея Пэйгана Мина в Far Cry 4, все ещё пытаясь избежать повествования о белом спасителе и сделав новым главным героем азиата.
«Моя сестра дала тебе эти чернила? А? Думаешь, это делает тебя одним из нас? Думаешь, ты мне понравишься из-за этого? А?»
Морис Пог из Geeks Under Grace чувствовал то же самое, желая, чтобы «Ваас или персонаж схожего происхождения стал героем», отметив, что Ваас — единственный туземный мужчина с именем, и заявил, что «большинство людей, населяющих остров, являются австронезийцами». Пог также заметил, что Ваас критикует попытку Джейсона Броуди интегрироваться в культуру ракьят (приводя это как пример образа «могучего белого»). Что касается роли Вааса на островах, Пог считает, что его начальник Хойт обращается с ним как с «еще одним расходным материалом», который, похоже, не беспокоится о своих операциях после убийства Вааса. Он добавил, что игра была бы лучше, если бы Ваас вернулся к своему праву по рождению быть воином Ракьят или Цитра преуспела-бы в своём восстании без помощи Джейсона, но в нынешнем виде игра превращается в плохое повествование о белом спасителе.
В DLC Vaas: Insanity Ваас заявляет о своей национальной принадлежности, когда один из людей Хойта сообщает ему и трём пиратам, что Хойт хочет расширить операцию, «очистив» острова от коренного населения. Ваас негативно реагирует на эту информацию и спрашивает своих людей, откуда они. Все трое утверждают, что родились на острове. Затем Ваас просит у одного из них ружьё и стреляет в представителя Хойта, говоря: «Эрмано. Мы туземцы». Затем он заявляет, что на следующий день они пойдут на войну с Хойтом.

### Психическое состояние
«Я уже говорил тебе… что такое… безумие, а? Безумие… это… точное повторение… одного и того же действия. Раз за разом… в надежде… на изменение. Это… есть… безумие. Когда впервые я это услышал… не помню, кто сказал эту хрень, я — бум — убил его. Смысл в том… Окей, он был прав. И тогда я стал видеть это везде — везде, куда ни глянь — эти болваны… Куда ни глянь, делают точно… одно и то же… снова и снова и снова, и снова и снова… и думают: «Сейчас… всё изменится», — не-не-не, прошу, — «Сейчас всё будет иначе». Прости. Мне не нравится, как…ты на меня смотришь. Окей? У меня проблемы с головой? Думаешь: лапшу тебе на уши вешаю — вру?! Пошел ты!.. Окей?.. Пошел… на хуй! Всё в порядке. Я успокоюсь, братец. Успокоюсь. Смысл в том… Ладно. Смысл в том, что я тебя убил… уже. (указывает на себя) И дело не в том, что… я ёбнутый! Усёк? (указывает на обрыв) Это как вода под мостом. Я уже говорил тебе, что такое… безумие.»
Росс заметил, что Ваас изображен как со шрамами, так и психическими травмами. Джорджия Хинтерлейтнер утверждает, что, хотя в Far Cry 3 есть несколько безумных антагонистов, Ваас является самым выдающимся из них. И хотя он основном заинтересован в похищении своих жертв за деньги, «почти сразу становится ясно, что его преступная деятельность удваивается как удобный выход для его глубоко извращенной личности». Она добавляет, что его безумие проявляется в склонности к длинным (которые она называет «иногда едва связными») монологами, впаданию в непреодолимые приступы гнева при незначительных провокациях и в удовольствии, которое он находит в садистских играх с Джейсоном (позволив ему бежать, чтобы затем охотиться на него ради развлечения). Она интерпретирует Вааса как несколько раз пощадившего Джейсона исключительно для того, чтобы вести с ним «разговоры», которые одновременно и непроизвольны, и совершенно односторонни, «частично насмешливые, частично искренние». Хинтерлейтнер сравнивает Вааса с Кефкой Палаццо из Final Fantasy VI, поскольку их нестабильная природа основана на очень старых и общепринятых представлениях о психических заболеваниях, которые устанавливают прямую связь между безумием, злом и насилием. Однако она отмечает, что они отличаются: безумие Кефки напрямую связано с сюжетом игры, безумие Вааса в первую очередь служит для того, чтобы вызвать внутренние эмоции и реакцию у аудитории, что, по её мнению, усиливается игровым процессом каждой игры. Взаимодействие с Ваасом подчеркивает чувство уязвимости игроков из-за отсутствия расстояния от Вааса за счет использования перспективы от первого лица, ограниченное поле зрения которого вызывает ощущение близости к угрозе перед игроком. Она уточняет, что быстрые перепады настроения Вааса не дают ни Джейсону, ни игрокам времени на то, чтобы предвидеть или подготовиться к любой прихоти, которой Ваас потворствует в следующий раз.
В своей статье «Психическое заболевание от первого лица» Бернхард Рунцхаймер приводит Вааса в качестве примера злодея, проявляющего социопатию и садизм. По мнению Сесилии Роден расовое изображение Вааса связано с изображением его безумия, характеризуя его как громкого, эксцентричного, садистского и жестокого, подобно тому, как в компьютерных играх изображаются чернокожие. Чарли Стюарт из Game Rant при сравнении Вааса с Джозефом Сидом из Far Cry 5 отметил, что отказ Вааса от попыток его сестры убедить его в том, что он «избранный, посланный вести свой народ», а также его принятие собственного садизма и мании величия делает его гораздо более честным. Стюарт отмечает, что Ваас никогда не пытается оправдать свои действия.

### Маскулинность
«Прости, что ты сказал? Что ты сказал? Ты хочешь, чтобы я нарезал тебя, как твоего ДРУЖКА?! Заткнись, блядь! Окей?! Только у меня здесь член! На меня смотри, смотри мне в глаза! Эй!! Урод!! Смотри в глаза! Ты моя сучка. Я тут царь и Бог. Заткнись, сука! Или сдохнешь.»
В своем обзоре Far Cry 3 для Entertainment Weekly Джон Янг охарактеризовал Вааса как гонзо-альфа-самца. Это мнение отражает директор по кинематографии игры Роберт Дэррил Парди, который описал Вааса как доминирующего человека, «альфа-самца», который использует плохую ситуацию в свою пользу, не имеющего границ и нет никого, кто мог бы его остановить. Парди заявляет, что «он занимается торговлей людьми, наркотиками, проституцией и всем остальным», и резюмирует, что Ваас выступает за агрессивную сторону острова в игре. Тем не менее, он отмечает, что у Вааса все ещё бывают моменты, когда он «мягок» из-за перепадов настроения. В своей книге «Игровая мускулинность: тролли, фальшивые гики и гендерная битва за онлайн-культуру» (англ. Gaming Masculinity: Trolls, Fake Geeks, and the Gendered Battle for Online Culture) Меган Кондис интерпретирует сомнения Вааса в мужественности Джейсона и его друзей и озвученную угрозу изнасилования как игру, буквально превращающую риторику об изнасиловании в стенографию для существующего в онлайн-культуре внутриигрового доминирования, делая динамику власти явной в повествовании, а изнасилование представляет собой реальную угрозу, с которой сталкивается Джейсон. Свенд Джоселин из Super Players Online Gamebase также отметил выхолащивание Джейсона Ваасом и заметил, что эти моменты служат для того, чтобы сделать Джейсона привлекательным из-за иммерсивного характера точки зрения от первого лица в игре, заявив, что Джейсон был «ранее джоком». Современный историк Андреас Эндерлин-Мар из «Института современной и новейшей истории» Университета Иоганна Кеплера в Линце указывает Вааса как персонажа, который демонстрирует множество «черт, которые однозначно и полностью составляют токсичную маскулинность», причем насилие, пытки и жестокое обращение являются результатом его собственных личных убеждений, лежащих в основе его личности.

## Комментарии
1. ↑  Согласно твиту Мандо, это было сделано намеренно.